# De strijdlust is geboren
De strijdlust is geboren is het eerste album van de Gelderse folkmetalband Heidevolk. Het album werd in eigen beheer uitgebracht op 11 maart 2005. Het album kwam enkel uit op cd.

## Tracklist
1. Krijgsvolk (2:48)
2. Vale Ouwe (5:42)
3. Gelders Volkslied (3:43)
4. Winteroorlog (7:07)
5. En wij stappen stevig voort (3:10)
6. Furor Teutonicus (5:16)
7. Het bier zal weer vloeien (3:44)
8. Gelre 838, Wychaert (7:11)
9. Hengist en Horsa (5:13)

In 2008 kwam er een heruitgave uit van het album op het label Napalm Records inclusief 3 bonustracks afkomstig van de single Wodan Heerst uit 2007.
1. Wodan heerst (7:57)
2. Het bier zal weer vloeien (2:48)
3. Vulgaris Magistralis (3:43)

## Trivia
- Het nummer Vulgaris Magistralis is een cover van het eveneens Gelderse Normaal.